# ミゾラム州
ミゾラム州（ミゾラムしゅう、Mizoram）は、インド北東部の内陸にある州。州都および最大都市はアイゾール。
西でバングラデシュと、東と南でミャンマーと、北でアッサム州、マニプル州、トリプラ州と隣接する。面積は21,087平方キロメートルで、そのうち森林が91パーセントを占める。この割合はインドの州で最も高い。人口は125万人（2023年推計）で、インドの州で2番目に少ない。都市化率は51.5パーセントで、北東諸州で最も高く、インド全土でも5番目に高い。公用語としてふたつの言語が指定されているが、最も広く使用されているのはミゾ語で、チベット・ビルマ語派やインド語群の諸語の話者のあいだで事実上の共通語となっている。また、ミゾ族をはじめとする指定部族の人口に占める割合が全土で最も高い。

## 歴史
紀元前600年ごろには萌芽期の文明が存在したことが、ヴァングッチア地域で発見された重要な考古学上の証拠から判明している。その後、今日のミャンマーのチン丘陵から、チベット・ビルマ語派の人々が段階的に到来した。こうした集団は族長のもとに組織され、ジュムと呼ばれる循環式農業を行った。そうした各氏族は18世紀までにミゾ族のアイデンティティのもとにまとまり、この地域の支配的な民族集団となった。19世紀なかばには、この地方の領有権を主張するイギリスが一連の軍事遠征団を派遣した。1895年、ミゾラムはイギリス領となり、アッサム州に編入された。イギリス統治時代に行われた行政改革やキリスト教の布教は、ミゾ社会に大きな影響を与えた。
1947年のインド独立後も、ルシャイ・ヒルズ地区として依然アッサム州の一部であったが、飢饉に対する州政府の対応が怠慢なことなどから、1960年代にミゾ国民戦線率いる蜂起が発生、1986年のミゾラム和平協定調印まで続いた。1987年2月20日、インドで23番目の州となった。

## 地方行政区分
- アイゾール県 (Aizawl district)
- チャンパイ県 (Champhai district)
- コロシップ県 (Kolasib district)
- ロントライ県（英語版） (Lawngtlai district)
- ルングレー県（英語版） (Lunglei district)
- マーミット県（英語版） (Mamit district)
- サイハ県（英語版） (Saiha district)
- サーチップ県 (Serchhip district)

### 主要都市
- アイゾール（Aizawl）：州都

## 経済
州経済はもっぱら農業が中心で、ジュムとして知られる焼畑農業が行われるが、近年は園芸や竹製品の生産に産業が移行してきている。2012年の州内総生産は、推計699.1億インド・ルピー（8.2億米ドル）であった。州民の20パーセントが貧困層以下の生活水準にあり、特に農村部では35パーセントに達する（2014年現在）。州内には871キロメートルの国道網があり、54号線がアッサム州に、150号線がマニプル州にそれぞれ至っている。ミャンマーやバングラデシュとの貿易の要衝としても成長している。

## 住民
キリスト教徒が人口の過半数を占めるインドで3つの州のひとつで、州人口の87パーセントがキリスト教を信仰している。内訳はプロテスタントが主流で、特に長老派教会やバプテスト教会が多い。以下、仏教（8.51パーセント）、ヒンドゥー教（2.75パーセント）、イスラーム（1.35パーセント）と続く。民族的にはミゾ族ないしゾ族が83.4パーセントを占め、ほかチャクマ族（8.5パーセント）やトリプリ族（3パーセント）などが存在する。ミャンマー内戦の長期化によって、チン族を中心とするミャンマーからの避難民の流入が続いており、その数は7万人から10万人と推定されている。

### 人口動態
詳細は表中の数値を参照。
| 国勢調査 | 人口      | %±    |
| -------- | --------- | ----- |
| 1951年   | 196,000人 | -     |
| 1961年   | 266,000人 | 35.7% |
| 1971年   | 332,000人 | 24.8% |
| 1981年   | 494,000人 | 48.8% |
| 1991年   | 690,000人 | 39.7% |
| 2001年   | 889,000人 | 28.8% |

出典:Census of India